# Zhang Rui (tafeltennisster)

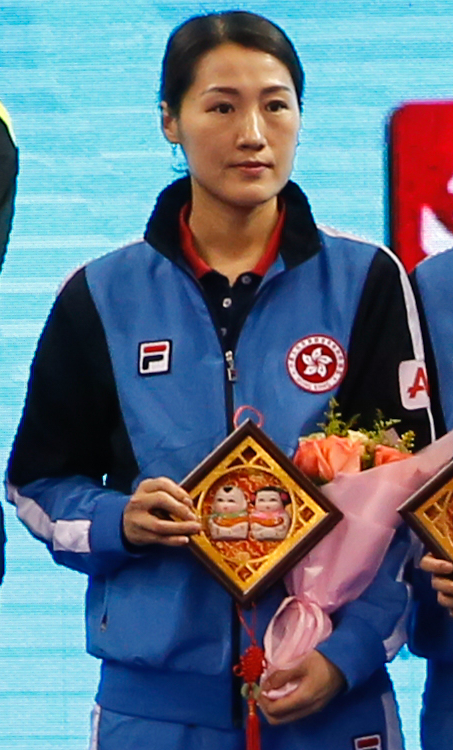
Zhang Rui in 2017

Zhang Rui (Sheng Yang, 25 januari 1979) is een van oorsprong Chinees tafeltennisspeelster die sinds 2002 uitkomt voor Hongkong. Als speelster van de nationale vrouwenploeg was ze verliezend finaliste in de landentoernooien van de wereldkampioenschappen 2004 en 2006 en won ze in 2008 brons. De rechtshandige penhoudster behaalde haar hoogste positie op de ITTF-wereldranglijst in april 2005, toen ze zestiende stond.

## Sportieve loopbaan
Zhang Rui debuteerde in het internationale (senioren)circuit op het China Open 1998, een toernooi in het kader van de ITTF Pro Tour. Ze kwam toen nog uit voor haar geboorteland, dat ze ook nog vertegenwoordigde op het Korea Open en Japan Open van 2001. Sinds 2002 komt Zhang Rui echter uit voor Hongkong en bouwde ze een reputatie op een geduchte tegenstander te zijn in met name het dubbelspel. Nadat ze met Lin Ling op het Brazilië Open 2003 haar eerste dubbelspeltitel won, schreef ze vanaf 2005 aan de zijde van Tie Yana het ene na het andere dubbeltoernooi op de Pro Tour op haar naam.
Zhang Rui verliet ook diverse officiële wereldkampioenschappen met eremetaal op zak, maar dit had nooit de gouden kleur. WK-finales als lid van de Hongkongse nationale ploeg in 2004 en 2006 leverden allebei zilver op. China was twee keer de betere. Met het nationale team won ze tevens brons in 2008, wat ze ook won samen met Tie Yana in het dubbelspeltoernooi van het wereldkampioenschap 2005.

## Erelijst
Belangrijkste resultaten:
- Verliezend finaliste landentoernooi WK 2004 en 2006, brons in 2008
- Brons vrouwen dubbelspel WK 2005 (met Tie Yana )
- Brons WTC-World Team Cup 2007 (met Hongkong)
- Verliezend finaliste dubbelspel Aziatische Spelen 2006 (met Tie Yana)
- Verliezend finaliste gemengd dubbelspel Aziatische kampioenschappen 2005 (met Ko Lai Chak)
- Brons Azië Cup 2005

ITTF Pro Tour:
Enkelspel:
- Laatste zestien ITTF Pro Tour Grand Finals 2003, 2004, 2005 en 2006

Dubbelspel:
- Halve finale ITTF Pro Tour Grand Finals 2003 en 2007
- Winnares Brazilië Open 2003 (met Lin Ling) en 2007 (met Tie Yana)
- Winnares Slovenië Open 2005 (met Tie Yana)
- Winnares Kroatië Open 2005 (met Tie Yana)
- Winnares Chili Open 2005 en 2007 (beide met Tie Yana)
- Winnares Amerika Open 2005 (met Tie Yana)
- Winnares Duitsland Open 2005 (met Tie Yana)
- Winnares Zweden Open 2005 (met Tie Yana)
- Winnares Korea Open 2006 (met Tie Yana)
- Winnares Japan Open 2006 (met Tie Yana)
- Verliezend finaliste Maleisië Open 2003 (met Lin Ling)
- Verliezend finaliste Qatar Open 2006 en 2007 (beide met Tie Yana)
- Verliezend finaliste Singapore Open 2006 (met Tie Yana)